# Nueva Zelanda en los Juegos Olímpicos de Sapporo 1972
Nueva Zelanda estuvo representada en los Juegos Olímpicos de Sapporo 1972 por un total de 2 deportistas que compitieron en esquí alpino.  
El equipo olímpico neozelandés no obtuvo ninguna medalla en estos Juegos.